# Joodse begraafplaats (Geffen)
In Geffen is een zeer oude Joodse begraafplaats bewaard gebleven. Wellicht is het de oudste van Noord-Brabant, want ze was al voor 1700 in gebruik. De begraafplaats is gelegen aan het Kraaijeven.
Er zijn 86 grafstenen bewaard gebleven. De jongste is uit 1908. Een jaar later werd de begraafplaats gesloten en werd er begraven op de Joodse begraafplaats van Oss. Geffen was dan ook geen zelfstandige Joodse gemeente, maar viel onder de gemeente Oss.